# Oshadi Ranasinghe
Oshadi Udeshika Ranasinghe (* 16. März 1986 in Colombo, Sri Lanka) ist eine sri-lankische Cricketspielerin, die seit 2011 für die sri-lankische Nationalmannschaft spielt.

## Aktive Karriere
Ihr Debüt in der Nationalmannschaft gab sie beim Women’s Cricket World Cup Qualifier 2011 im Halbfionale gegen die West Indies. Beim Women’s Cricket World Cup 2013 absolvierte sie ein Spiel. Kurz darauf absolvierte sie ihr Debüt im WTwenty20-Cricket bei der Tour gegen die West Indies. Beim ICC Women’s World Twenty20 2014 und 2016 konnte sie nicht überzeugen, und auch beim Women’s Cricket World Cup 2017 blieb sie ohne Wickets. Im September 2018 erreichte sie gegen Indien 3 Wickets für 33 Runs im vierten WTwenty20. Beim nachfolgenden ICC Women’s World Twenty20 2018 konnte sie dann insgesamt zwei Wickets erreichen. Im Februar 2019 gelangen ihr in Südafrika im ersten WODI 3 Wickets für 40 Runs. Einen Monat später erreichte sie gegen England ihr erstes internationales Half-Century über 51* Runs. Im Mai 2022 erzielte sie im dritten WTwenty20 der Tour in Pakistan 3 Wickets für 18 Runs. Bei den Commonwealth Games 2022 war ihre beste Leistung 18* Runs gegen Neuseeland. Beim Women’s Twenty20 Asia Cup 2022 gelangen ihr gegen Indien 3 Wickets für 32 Runs. Im Februar reiste sie mit dem Team zum ICC Women’s T20 World Cup 2023 nach Südafrika, wo sie gegen Bangladesch 3 Wickets für 23 Runs erreichte.